# Puchar Borysa Jelcyna 2013
Puchar Borysa Jelcyna – XI. edycja towarzyskiego turnieju siatkarskiego, który odbył się w dniach od 25 czerwca do 30 czerwca 2013. W turnieju wzięło udział 5 reprezentacji oraz gospodynie, Rosjanki.
- Japonia
- Kuba
- Polska
- Rosja
- Włochy
- Dominikana

## Wyniki
Grupa A 
| Data  | Godzina | Drużyna 1 | Wynik | Drużyna 2 | Set 1 | Set 2 | Set 3 | Set 4 | Set 5 | Widzów | Raport |
| ----- | ------- | --------- | ----- | --------- | ----- | ----- | ----- | ----- | ----- | ------ | ------ |
| 26.06 | 15:30   | Rosja     | 3:0   | Japonia   | 25:16 | 25:10 | 25:16 | --:-- | --:-- |        |        |
| 27.06 | 15:00   | Rosja     | 3:0   | Kuba      | 25:23 | 25:21 | 25:23 | --:-- | --:-- |        |        |
| 28.06 | 15:00   | Kuba      | 3:1   | Japonia   | 25:20 | 16:25 | 25:17 | 25:22 | --:-- |        |        |

Tabela:
| Lp. | Drużyna | Pkt | Mecze | Mecze   | Mecze   | Sety | Sety | Sety  | Małe punkty | Małe punkty | Małe punkty |
| Lp. | Drużyna | Pkt | M     | W (3:2) | P (2:3) | wyg. | prz. | ratio | zdob.       | str.        | ratio       |
| --- | ------- | --- | ----- | ------- | ------- | ---- | ---- | ----- | ----------- | ----------- | ----------- |
| 1   | Rosja   | 6   | 2     | 2 (0)   | 0 (0)   | 6    | 0    | MAX   | 150         | 109         | 1.376       |
| 2   | Kuba    | 3   | 2     | 1 (0)   | 1 (0)   | 3    | 4    | 0.750 | 158         | 159         | 0.994       |
| 3   | Japonia | 0   | 2     | 0 (0)   | 2 (0)   | 1    | 6    | 0.167 | 126         | 166         | 0.759       |

Źródło: fivb.org
Punktacja: 3:0 i 3:1 – 3 pkt; 3:2 – 2 pkt; 2:3 – 1 pkt; 1:3 i 0:3 – 0 pkt
Zasady ustalania kolejności: 1. liczba punktów; 2. liczba zwycięstw; 3. stosunek setów; 4. stosunek małych punktów; 5. bilans w bezpośrednich meczach
Grupa B 
| Data  | Godzina | Drużyna 1 | Wynik | Drużyna 2  | Set 1 | Set 2 | Set 3 | Set 4 | Set 5 | Widzów | Raport |
| ----- | ------- | --------- | ----- | ---------- | ----- | ----- | ----- | ----- | ----- | ------ | ------ |
| 26.06 | 12:00   | Włochy    | 3:0   | Dominikana | 25:14 | 25:22 | 25:21 | --:-- | --:-- |        |        |
| 27.06 | 13:30   | Polska    | 3:1   | Włochy     | 25:20 | 21:25 | 25:21 | 25:23 | --:-- |        |        |
| 28.06 | 13:00   | Polska    | 0:3   | Dominikana | 28:30 | 22:25 | 23:25 | --:-- | --:-- |        |        |

Tabela:
| Lp. | Drużyna    | Pkt | Mecze | Mecze   | Mecze   | Sety | Sety | Sety  | Małe punkty | Małe punkty | Małe punkty |
| Lp. | Drużyna    | Pkt | M     | W (3:2) | P (2:3) | wyg. | prz. | ratio | zdob.       | str.        | ratio       |
| --- | ---------- | --- | ----- | ------- | ------- | ---- | ---- | ----- | ----------- | ----------- | ----------- |
| 1   | Włochy     | 3   | 2     | 1 (0)   | 1 (0)   | 4    | 3    | 1.333 | 164         | 153         | 1.072       |
| 2   | Dominikana | 3   | 2     | 1 (0)   | 1 (0)   | 3    | 3    | 1.000 | 137         | 148         | 0.926       |
| 3   | Polska     | 3   | 2     | 1 (0)   | 1 (0)   | 3    | 4    | 0.750 | 169         | 169         | 1.000       |

Źródło: fivb.org
Punktacja: 3:0 i 3:1 – 3 pkt; 3:2 – 2 pkt; 2:3 – 1 pkt; 1:3 i 0:3 – 0 pkt
Zasady ustalania kolejności: 1. liczba punktów; 2. liczba zwycięstw; 3. stosunek setów; 4. stosunek małych punktów; 5. bilans w bezpośrednich meczach

## Faza play-off

### Półfinały
| 29 czerwca 2013 |

|  | Rosja | 3:0(25:18, 25:10, 25:15) | Dominikana |  |
|  |       | 3:0(25:18, 25:10, 25:15) |            |  |

|  | Kuba | 1:3(25:23, 14:25, 22:25, 25:27) | Włochy |  |
|  |      | 1:3(25:23, 14:25, 22:25, 25:27) |        |  |

### Mecz o 5. miejsce
| 29 czerwca 2013 |

|  | Polska | 1:3(13:25, 25:22, 20:25, 21:25) | Japonia |  |
|  |        | 1:3(13:25, 25:22, 20:25, 21:25) |         |  |

### Mecz o 3. miejsce
| 30 czerwca 2013 |

|  | Kuba | 1:3(16:25, 27:25, 22:25, 22:25) | Dominikana |  |
|  |      | 1:3(16:25, 27:25, 22:25, 22:25) |            |  |

### Finał
| 30 czerwca 2013 |

|  | Rosja | 3:1(22:25, 25:23, 25:14, 25:18) | Włochy |  |
|  |       | 3:1(22:25, 25:23, 25:14, 25:18) |        |  |

## Klasyfikacja końcowa
| Miejsce | Reprezentacja |
| ------- | ------------- |
| 1.      | Rosja         |
| 2.      | Włochy        |
| 3.      | Dominikana    |
| 4.      | Kuba          |
| 5.      | Japonia       |
| 6.      | Polska        |